# Boussay (Indre-et-Loire)
Boussay település Franciaországban, Indre-et-Loire megyében. Lakosainak száma 226 fő (2022. január 1.). Boussay Le Petit-Pressigny, Yzeures-sur-Creuse, Chambon, Chaumussay és Preuilly-sur-Claise községekkel határos.

## Népesség
A település népességének változása:
| Lakosok száma | 340  | 271  | 269  | 251  | 267  | 250  | 218  | 210  | 204  | 226  |
|               | 1968 | 1982 | 1990 | 2006 | 2013 | 2015 | 2017 | 2019 | 2020 | 2022 |